# Agapanthia auliensis
Agapanthia auliensis là một loài bọ cánh cứng trong họ Cerambycidae.